# Guðrún Björnsdóttir
Guðrún Björnsdóttir, född 1853, död 1936, var en isländsk politiker. 
Hon var verksam till förmån för införandet av kvinnlig rösträtt. 
År 1908 infördes kvinnlig rösträtt till stadsfullmäktige på Island. I valet samma år blev hon en av de fyra första kvinnorna som valdes in i stadsfullmäktige i Reykjavik: Katrín Magnússon, ordförande för isländska kvinnoförbundet, Þórunn Jónassen, ordförande i  Thorvaldsen-föreningen, Bríet Bjarnhéðinsdóttir, ordförande i isländska kvinnorättsföreningen och Guðrún Björnsdóttir, medlem av isländska kvinnorättsföreningen, valdes alla in i stadsfullmäktige det året. 